# Malicroix

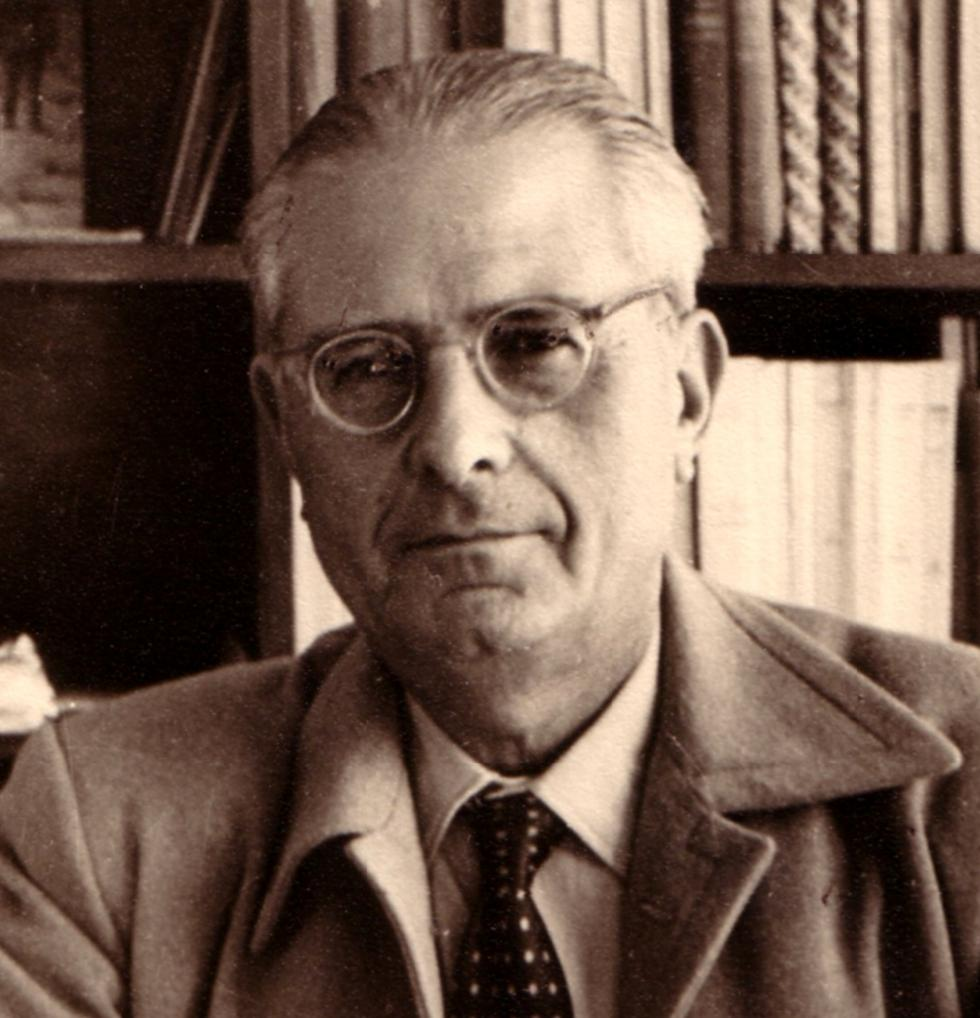
Henri Bosco, autore del romanzo

Malicroix è un romanzo di Henri Bosco pubblicato nel 1948.
La storia riprende in una generazione successiva quella di Sylvius, che è l'unico appartenente alla famiglia di Mégrémut attirato dall'avventura. Qui sarà Martial a trasformarsi da un tranquillo Mégrémut a un solitario Malicroix.
Il romanzo è suddiviso in otto capitoli scritti in prima persona, i cui titoli rappresentano una prima chiave di lettura del libro. Sebbene i nomi dei luoghi siano frutto di fantasia ("La Redusse") si comprende che la terra in cui si svolgono i fatti, sia la Camargue.

## Trama
Martial de Mégremut, orfano dalla tenera età, viene allevato dalla famiglia paterna dei Mégremut, i quali educano il ragazzo secondo i principi di amore e di compagnia, che da sempre distinguono le loro generazioni. Il protagonista, da sempre affascinato dalla figura del solitario prozio Cornellius de Malicroix, viene a conoscenza di avere ereditato le sue terre a seguito della morte di quest'ultimo. Nonostante la disapprovazione dei parenti, Martial si reca nell'isola, appartenuta al defunto, dove ad attenderlo trova Balandran, il servitore. Dopo alcuni giorni, il protagonista riceve la visita del notaio della famiglia Malicroix, Dromiols e del suo aiutante Oncle Rat. Dal testamento emergono le ultime volontà del vecchio Malicroix: Martial erediterà gli averi del prozio, a condizione che soggiorni nell'isola per la durata di tre mesi; in caso in cui il giovane non rispetti gli obblighi, le ricchezze passerebbero a Balandran. Una volta giunto al termine del periodo indicato, Martial riceverà da Balandran un codicillo in cui gli sarà spiegata una missione affidatagli dal prozio, il quale non è stato in grado di portarla a termine a causa dell'età avanzata. A seguito di tale visita, comincerà per il protagonista un periodo di solitudine forzata dal momento in cui non può né ricevere visite né raggiungere la terraferma.
Balandran improvvisamente scompare e Martial, nel tentativo di ritrovarlo, verrà aiutato da una misteriosa ragazza che si fa chiamare Anne-Madeleine(nella realtà, nome della moglie di Bosco). Ritrovato Balandran, quest'ultimo svelerà a Mégremut la missione a lui affidata: costringere il Grelu, abitante della zona e padre adottivo di Anne-Madeleine, ad ammettere di essere la causa della caduta della famiglia Malicroix.
Trascorsi i giorni necessari al conseguimento dell'eredità, Martial decide di tornare dai Mégremut dove tutto sembra essere cambiato: egli infatti si sente un estraneo in ricerca continua della solitudine conosciuta nell'isola. Martial decide, quindi, di farvi ritorno, in occasione della messa in ricordo del defunto Malicroix.

### Localizzazione
Nel suo tratto terminale, tra Tarascona e il suo estuario, il fiume Rodano raggiunge l'apice della sua possenza ed è largo più di cinquecento metri. Qualche chilometro a monte di Arles esiste un'isola che, per forma e dimensioni, pare corrispondere alla descrizione di Bosco: una lingua di terra lunga più di un chilometro, ricoperta da prati e boschi, nella quale i fatti narrati potrebbero essersi svolti con verosimiglianza. Oggi la regione è densamente popolata ma è possibile che a fine Ottocento quella zona potesse sembrare così remota e negletta malgrado la poca distanza (6 chilometri) dalla città di Arles.

## Costanti

### Astronomia
Più volte all'interno del romanzo vengono citati elementi legati all'astronomia. I personaggi attribuiscono un ruolo molto importante alle stelle e al cielo come se essi potessero intervenire, in qualche modo, nel corso della loro vita. ”Je suis né sous le signe de Saturn (…) par la clarté de Jupiter” ("Sono nato sotto il segno di Saturno... dal chiarore di Giove")"... Balandran avait sept huttes, comme les sept planetes.."  (H. Bosco, Malicroix, 1948).

### Differenze fra le famiglie: Mégremut e Malicroix
Bosco presta molta attenzione alle differenze fra la famiglia Mégremut e la famiglia Malicroix, attribuendo loro caratteristiche opposte. I primi, infatti, amano la compagnia, lo studio e la famiglia. Al contrario i Malicroix preferiscono la solitudine, la vita semplice e il lavoro. I Malicroix risultano possedere il dono dell'eloquenza, al contrario dei Mégremut. Martial si ritrova, quindi; al centro di due forze opposte (tema del doppio) che suscitano nel protagonista angoscia e tensione.

### Donna
La donna appare come essere misterioso, una figura quasi angelica che sembra avere una conoscenza delle cose e dei fatti che gli altri personaggi non hanno. La presenza della donna(Anne-Madeleine) risulta essere positiva e cruciale nello svolgimento della storia poiché di aiuto al protagonista. Le caratteristiche attribuite alla donna in “Malicroix”  rendono quest'ultima molto vicina alla Beatrice dantesca.

### Il Doppio
Incarnato dalla figura di Dromiols, capace di dare un'impressione positiva di se stesso sebbene in realtà, miri ad appropriarsi dell'eredità di Malicroix.
La doppia personalità è riconducibile anche allo stesso Martial, che, convinto di essere interamente Mégremut, fin dal primo giorno di soggiorno si ritrova a combattere contro il suo “lato Malicroix”: “Je ne souffrais pas de ma propre souffrance; c'était une autre qui souffrait en moi, avec des formes de douleur qui ne sont pas les miennes” ("Non soffrivo della mia sofferenza; era un'altra che soffriva in me, con delle forme di dolore che non sono le mie") (H. Bosco, Malicroix, 1948). Il colore di Dromiols è il verde. 

### Isola
L'Isola è vista come luogo di protezione, la sua irraggiungibilità protegge gli abitanti da eventuali pericoli esterni;essa però è anche una trappola poiché Martial è costretto a restarvi per un periodo relativamente lungo. In base a questo dualismo, il tema dell'isola si lega al tema del doppio e al tema della solitudine.

### Metamorfosi interiore
Il protagonista viene introdotto al lettore come “un vero Mégremut” amante dello studio e della compagnia, alla fine del racconto, invece, compare un Martial del tutto diverso che presenta tutte le caratteristiche della famiglia Malicroix, il protagonista subisce quindi una metamorfosi interiore.

### Ombre
Le ombre sembrano abitare nell'isola, vengono spesso viste dal personaggio, risultano essere misteriose, lontane, non definite, lo stesso Malicroix è un'ombra, presente in ogni cosa a lui appartenuta (per esempio, il letto e la casa). L'ombra è vista come qualcosa di inquietante la cui presenza genera timore ed angoscia nel protagonista.
L'ombra può essere intesa anche come “essere negativo” difficile da identificare e smascherare (è il caso di Dromiols).

### Parola
Dromiols riesce a mascherare la sua indole cattiva e meschina attraverso un lungo dialogo con Martial durante il quale raccontando la storia dei Malicroix mostra una grande capacità comunicativa distinta dalla sua eloquenza. Martial, come tutti i Mégremut, non ha questo dono. La fisicità di Dromiols, descritta in modo inquietante, partecipa grandemente alla sua capacità intimidatoria ma si rivela senza effetto al momento della visita di Dromiols agli zii Megremut nell'intento di convincerli ad insistere con Martial al fine che egli abbandoni l'eredità.

### I Quattro elementi
ARIA: l'isola è colpita molto spesso da impetuosi venti. Spesso nella solitudine del luogo, il vento rappresenta per Martial, una presenza vitale.
FUOCO: rappresenta lo spirito vitale; viene acceso molto spesso a causa delle basse temperature ed è un ulteriore compagno per Martial il quale passa molte ore davanti ad esso a pensare e sognare. Il fuoco è l'unico elemento vitale all'interno della casa, creando giochi d'ombra. Esso viene dunque inteso nella sua accezione positiva, come fonte di una luce brillante che riesce a scacciare le tenebre che la circondano: tuttavia si tratta di valori complementari, che devono coesistere, proprio come Martial alla fine decide di tornare alla solitudine dell'isola, preferendola alla compagnia dei Mégremut.
ACQUA: è un elemento legato alle paure del protagonista, alla morte(quella di Delphine) si manifesta attraverso il Rodano e attraverso le piogge torrenziali che si abbattono sull'isola, impedendo al protagonista di uscire. L'acqua nera, che Bachelard inserisce nei simboli notturni, è infatti un elemento inquietante: simboleggia il divenire idrico, ovvero il viaggio senza ritorno e dunque la morte. 
TERRA: intesa come “vita”.

### Sogno/Rêverie/Allucinazioni
Il protagonista per ingannare il tempo, si ritrova molto spesso a viaggiare con la mente ed a sognare ad occhi aperti, tanto che risulta difficile comprendere quando ciò che avviene appartiene al mondo onirico o a quello della realtà(apparizione di barche, visioni di bestie) .Si ritrova spesso ad esplorare mentalmente l'isola (geografia onirica). Attraverso la rêverie e il sogno il protagonista impara a conoscere se stesso.

### Solitudine
Fin dal primo giorno Martial soffre di solitudine poiché non riesce a comunicare con il servitore Balladran e improvvisamente si ritrova isolato lontano dagli amati parenti. Anche la posizione della casa è isolata essendo dispersa in mezzo all'isola. Nel corso del romanzo Martial imparerà ad apprezzare la solitudine poiché  essa gli permette di conoscere se stesso e di avvicinarsi maggiormente al defunto Malicroix (quando tornerà dai Mégremut, Martial andrà alla ricerca di luoghi solitari in cui entrare in contatto con il proprio Io.

### Spazi interni
Gli spazi interni sono spogli e poveri, rispecchiano il carattere e il modo di vivere del vecchio Malicroix nonostante ciò sono fonte di sicurezza per il protagonista(quando Martial esce di casa si sente spaventato e spaesato ritornando, quindi, a casa dove si sente protetto.

### Spazi esterni
Gli spazi esterni che circondano la casa sono fonte di angoscia(fiume) e preoccupazione (visioni). Nonostante ciò, Martial desidera conoscere ed esplorare tali luoghi. Il protagonista visiterà i vari luoghi dell'isola camminando e sognando ad occhi aperti (tema della reverie). La sua presa di coscienza definitiva della propria doppia identità avviene dopo aver smarrito il cammino durante una tempesta ed aver vagato per l'isola sotto il temporale. 